# Маніоти

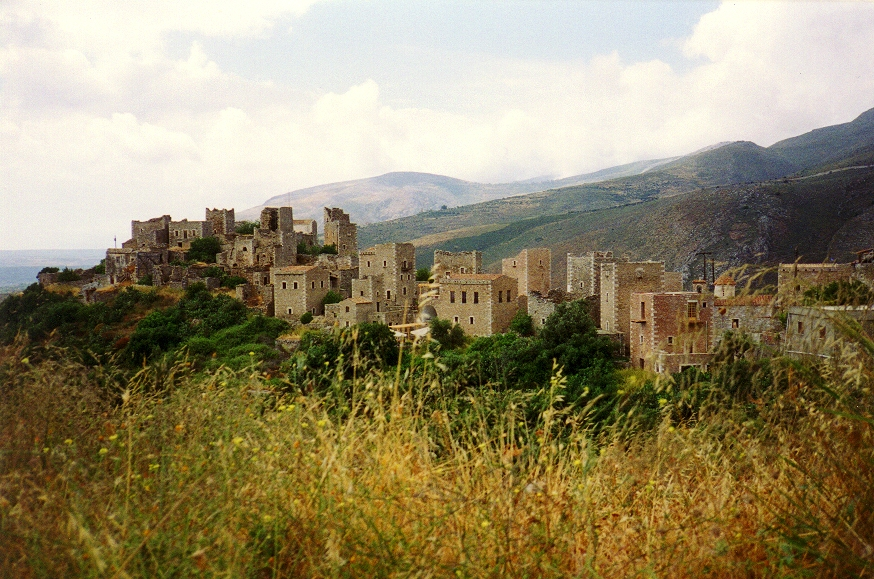
Вафі — поселення маніотів із традиційними вежами

Маніоти (грец. Μανιάτες), рідко Майноти — мешканці півострова Мані, що на півдні Пелопоннесу, адміністративно поділені номами Лаконія та Мессенія.
Географічно півострів Мані є продовженням гірського пасма Тайгет, біля підніжжя якого в античність постала стародавня Спарта, славетна своїми суворими дисципліною та організацією. Сучасні маніоти є прямими нащадками спартанців, і спартанські традиції тут збереглись, як ніде більше у Греції. Впродовж всієї своєї історії маніоти були відомі своїм сусідам та ворогам як люті воїни. Гориста місцевість та важкодоступність (донедавна до Мані можна було дістатись лише морем) також певною мірою визначили самобутність суворих традицій Мані.

## Історія
Ще у Середні віки серед маніотів склались кланові відносини. Війни між кланами тривали роками і десятиліттями. Селились маніоти, побоюючись кровної помсти, у кам'яних будинках-вежах, число яких ще на початку 19 століття становило до 800. Донині сучасні маніоти називають свої оселі піргос, що означає вежа.
В епоху турецького панування над Мореєю маніоти поділялися на два класи: фамеги (нижчий клас) і вулуксі (вищий), і фактично зуміли зберегти свою незалежність від османів. Незалежними маніоти залишались і у добу заняття півострова венеційцями (1687—1718 роки). У цей період поселення маніотів складали вісім округ, підпорядкованих капітанам, а над ними з кінця 17 століття стояв бей.
Під час національно-визвольної війни це звання ніс Петрос Мавроміхаліс, відоміший як Петробей. Після звільнення Греції маніоти спочатку були проти президента Іоанна Каподистрії. Коли ж Каподистрія кинув Мавміхаліса до в'язниці, за нього помстилися родичі, вбивши Президента на вході до церкви у Нафпліоні.
Потім у 1834 році обурилися проти баварського регентства, але були переможені і поступово підкорилися законному порядку. На початку 1820-х років чисельність маніотів не перевищувала 20 000 осіб. Станом на 1889 рік їх чисельність сягнула 46 000, при цьому вони компактно мешкали у 10 демах.